# محمد رضا المظفر
محمد رضا المُظَفَّر. (1322 هـ - 16 رمضان 1383 هـ). أكاديمي، أستاذ فلسفة وفقيه شيعي عراقي، كان مؤسس وعميد كلية الفقه التي أصبحت تابعة لجامعة الكوفة حالياً. يعتبر من أبرز علماء الإسلام في القرن الرابع عشر الهجري، وهو معروف بالأعمال التجديدية التي قام بها على مستوى الدراسات الدينية، والقضايا الاجتماعية والثقافية.
قام بتأسيس جمعية منتدى النشر في مدينة النجف في العراق، وكذلك تأسيس مدارس ابتدائية وثانوية للدراسات الأكاديمية إلى جنب المدارس الحكومية، وكانت هذه المدارس تحمل اسم مدارس منتدى النشر. وضع عدد من المؤلفات المهمة من أهما كتاب المنطق الذي يعد منهج لدراسة قوانين الفكر العقلي في كلية الفقه آنذاك. وأصبح بعد ذلك المنهج الرسمي لدراسة المنطق إلى اليوم ضمن نطاق الدراسات الدينية للحوزة العلمية في العراق وإيران وسوريا ولبنان ودول الخليج.

## رحلة العلم
بدأ الشيخ المظفر حياته الدراسية سنة (1335هـ /1916م)، وهو ابن اثني عشر عاماً، حيث أخذ مقدمات العلوم من أخيه الشيخ محمد حسن المظفر والشيخ محمد طه الحويزي وأخيه الشيخ محمد حسين المظفر وأخيه الشيخ عبد النبي المظفر كما درس في مرحلة السطوح العليا على يد السيد محسن الحكيم في القسم الأول من كتاب الكفاية،
ثم واصل الدراسة في المراحل العليا على يد
- أخيه الشيخ محمد حسن المظفر
- المحقق آقا ضياء الدين العراقي
- الشيخ محمد حسين الغروي النائيني
- الشيخ محمد حسين الأصفهاني
- حسن الموسوي البجنوردي
- السيد علي القاضي الطباطبائي

حتى بلغ درجة الاجتهاد وحصل على إجازات في ذلك:
- من أخيه الشيخ محمد حسن المظفر
- أستاذه الشيخ محمد حسين الأصفهاني
- المرجع الديني السيد عبد الهادي الحسيني الشيرازي.

إلى جانب الفقه والأصول، ولع الشيخ المظفَّر بدراسة الرياضيات والفلك والعروض والفلسفة، وكان من مدرّسي أسفار الملا صدرا الفلسفية المعروفين، كما ألَّف كتاباً في العروض في سنة (1343هـ ـ1924م).
ويبدي الأستاذ جعفر الخليلي إعجابه بالشيخ مظفَّر، حيث يقول: «إنه كان أحد بضعة أنفار ممن لفتوا أنظار الآخرين من أوساط الحوزة إليهم بجدّهم وانغماسهم في الدروس».

### طلابه
وكان للشيخ المظفر درسين احدهما اكاديمي في كليته التي أسسها في النجف (وهي كلية الفقه) ودرس حوزوي ولذلك فقد ألتف حوله الخيرة المباركة من طلبة العلم في جامعة النجف الكبرى لما وجدوه فيه من سعة علم، وعلو أفق، وصدر رحب، وطموح عظيم.

## مؤلفاته المطبوعة
- أصول الفقه - ثلاثة أجزاء
- المنطق - ثلاثة أجزاء
- عقائد الشيعة الإمامية
- السقيفة
- على هامش السقيفة[4]

## وفاته
انتقل الشيخ محمد رضا المُظَفَّر إلى الرفيق الأعلى، ليلة (16 رمضان، 1383 هـ / 1964م) وشُيِّع تشييعاً مهيباً حافلاً بالعلماء وغيرهم، ودفن إلى جنب أخيه الشيخ محمد حسن المظفَّر.